# Johann Baptist Schauer
Johann Baptist Schauer (* 5. Juni 1872 in Lindach (Trostberg), damals Pfarrei Palling; † 15. September 1942 in München) war ein deutscher römisch-katholischer Weihbischof im Erzbistum München und Freising.

## Leben
Schauer ging ab 1884 in Scheyern zur Schule, legte sein Abitur 1891 am Freisinger Gymnasium ab, studierte am Collegium Germanicum und an der Gregoriana in Rom Theologie und wurde am 28. Oktober 1897 in Rom zum Priester für die Erzdiözese München und Freising geweiht. Seine erste Messe hielt er in San Ignazio am Aloisiusaltar.
Nach einem Promotionsstudium kehrte er am 5. Mai 1898 aus Rom zurück und arbeitet ab 14. Juli 1898 als Kaplan in München-Neuhausen. Ab 19. Juli 1899 war er als Benefiziat und provisorischer Prediger am St. Peter tätig.

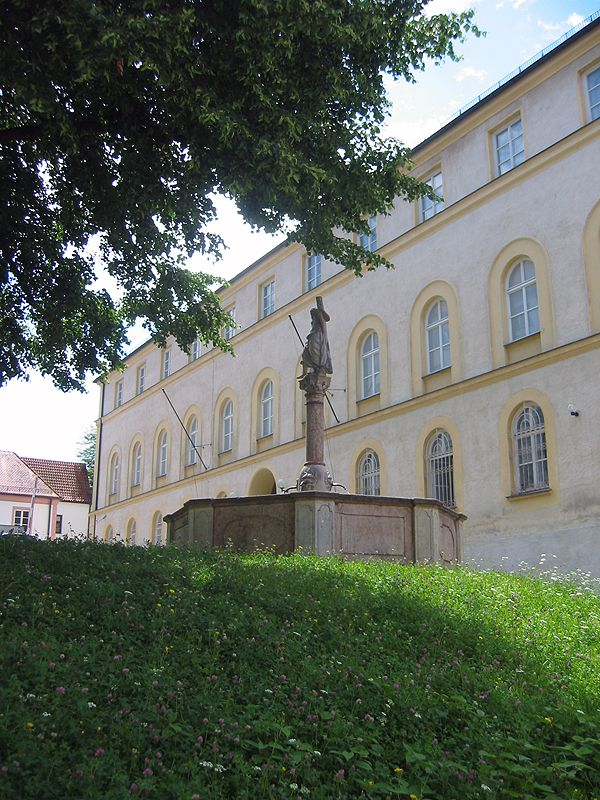
Diözesanmuseum Freising, ehem. Gebäude des ehem. Knabenseminars

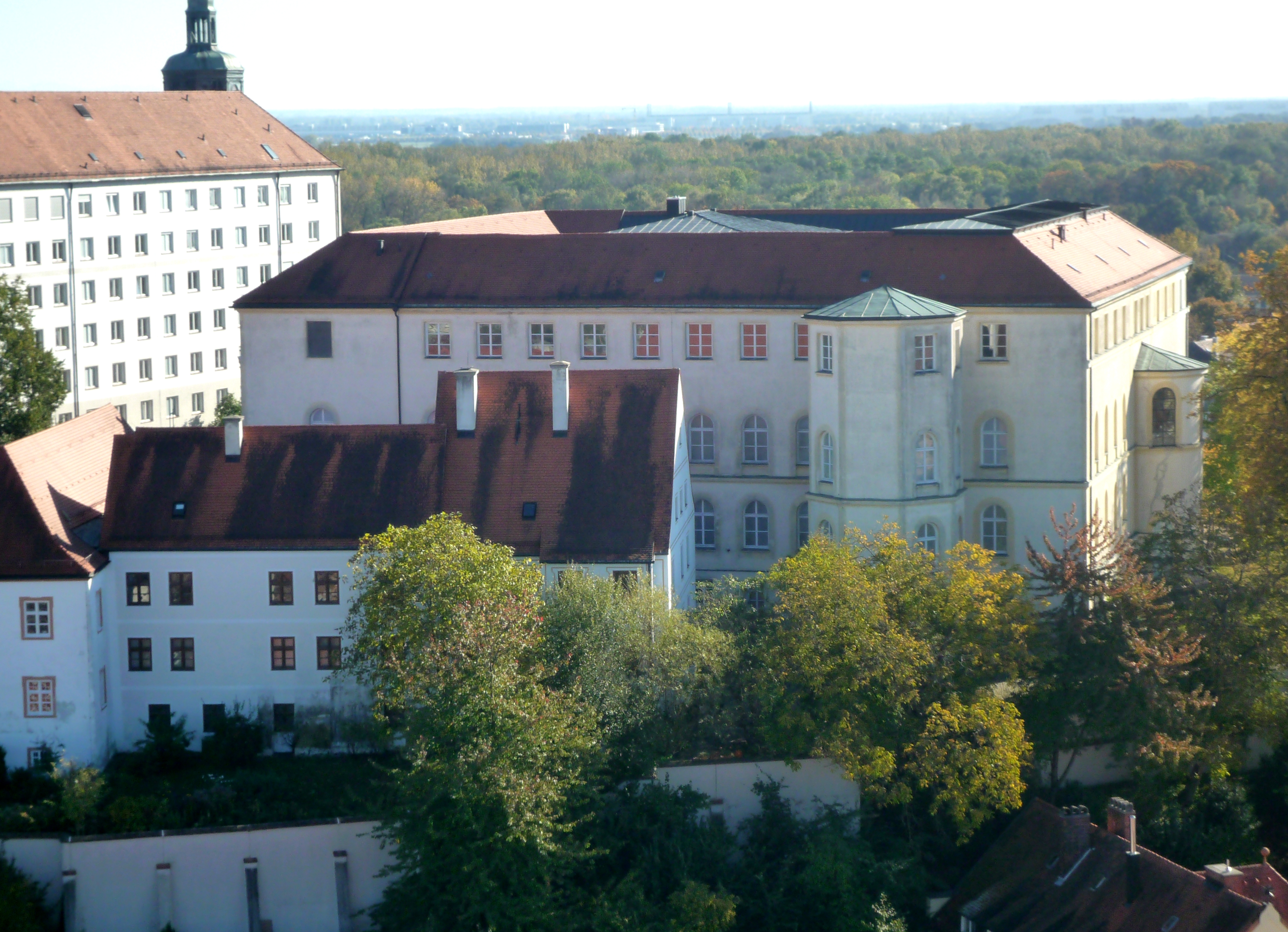
Diözesanmuseum Freising, ehem. Knabenseminar

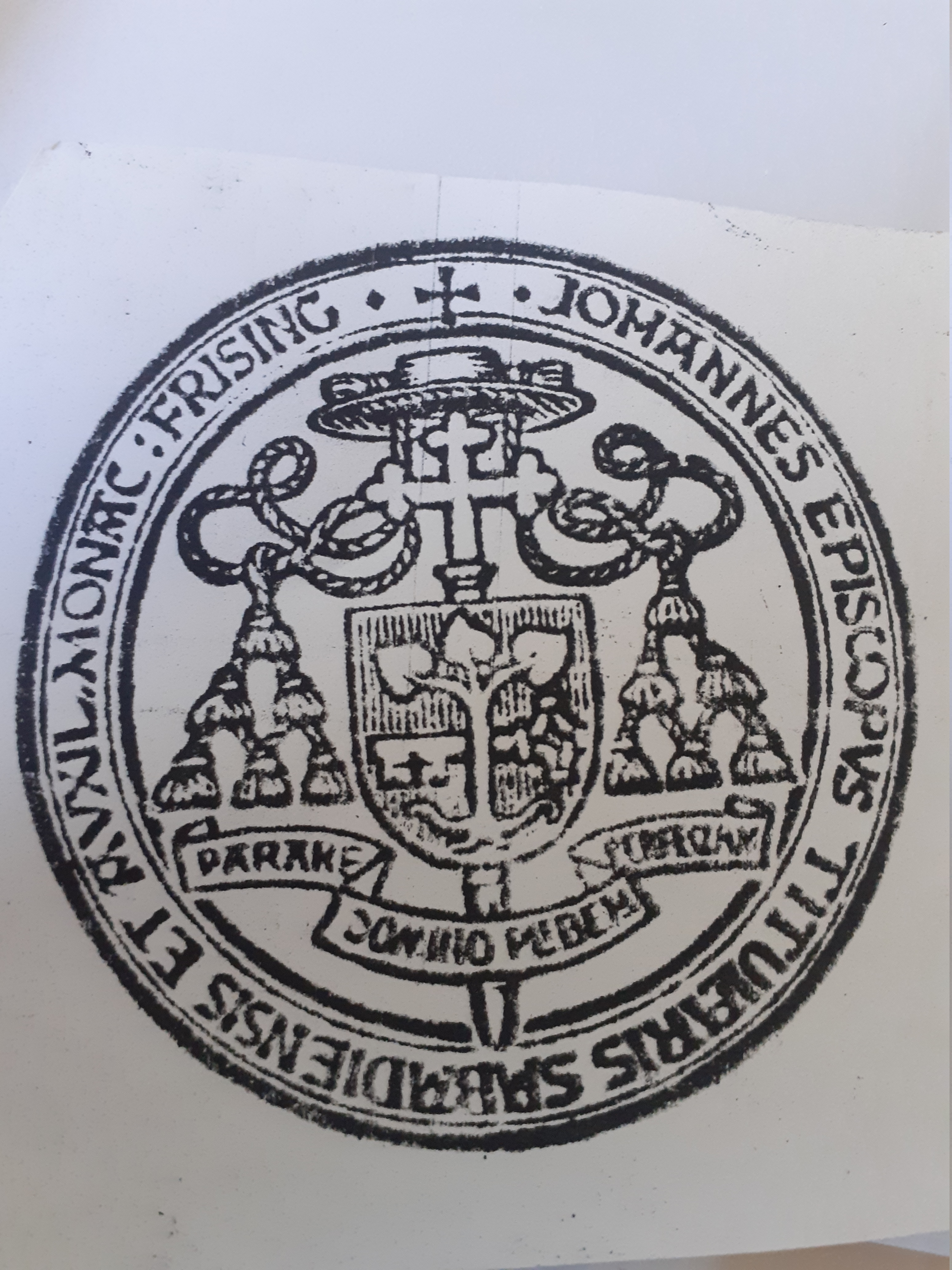
Abdruck des Siegel-Stempels aus dem Jahr 1940

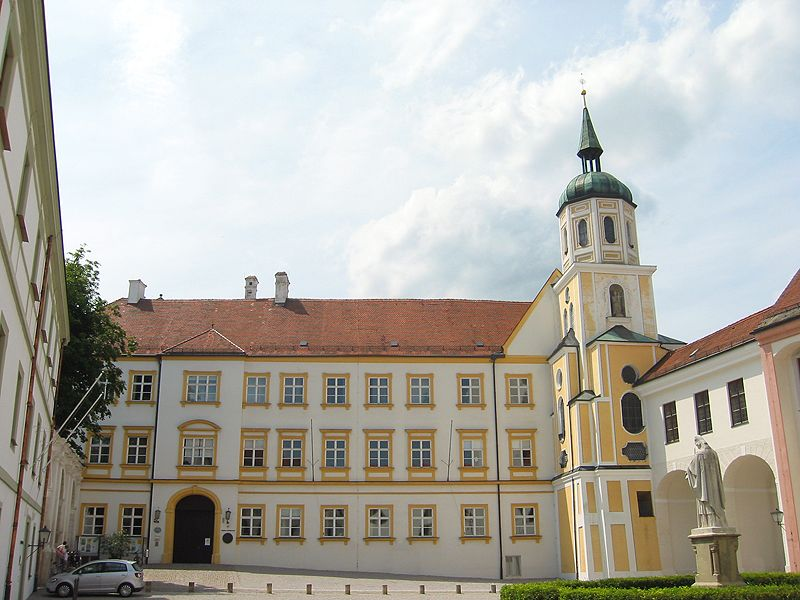
Ehem. Fürstbischöfliche Residenz, dann Klerikalseminar, heute Kardinal-Döpfner-Haus

Nach seinem Pfarrkonkursexamen (Zweite Dienstprüfung) übernahm er ab dem 1. September 1902 die Aufgabe des Direktors (Inspektors) des Knabenseminars in Freising, ab 1. August die des Direktors des diözesanen Klerikalseminars in Freising, gleichzeitig die eines Professors für Pastoraltheologie und Pädagogik am königlichen Lyzeum in Freising.
Am 13. Juli 1928 wurde er zum  Weihbischof in der Erzdiözese München und Freising und zum Titularbischof von Sabadia ernannt. Er wurde durch Michael Faulhaber, Johannes Leo von Mergel (Bischof von Eichstätt) und Michael Buchberger (Bischof von Regensburg) am 29. September 1928 in Freising zum Bischof geweiht.
Schauer erteilte am 10. August 1930 Chrysostomus Schmid OSB († 1962), Missionsbenediktiner und zweiter Erzabt der Erzabtei St. Ottilien 1930–1957 die Benediktion als Abt.
Pius XI. ernannte Schauer als Nachfolger des 1933 verstorbenen Dompropstes Matthias Dunstmair am 9. Juni 1933 zum Dompropst, also zum Leiter des Münchener Domkapitels.
Er vertrat im Jahr 1936 den schwer erkrankten Passauer Diözesanbischof Sigismund Felix Freiherr von Ow-Felldorf, der bald darauf starb, bei der Priesterweihe dieses Jahres für das Bistum Passau.
Johann B. Schauer erlitt am 15. September 1942 im Münchener Hauptbahnhof einen Schlaganfall. Er wurde am 18. September in der Kapitelsgruft des Münchener Domes begraben.

## Veröffentlichungen (in Auswahl)
- Das alte Freisinger Dombild. Eine Frage großzügiger Kunstpflege in Bayern, in: Bayerische Staatszeitung, Nr. 177, vom 20. Mai 1922.
- Festrede, in: 100 Jahre Erzbischöfliches Klerikalseminar Freising, Freising 1924, S. 16–29.
- (Hrsg.), Der homiletische Kurs 1927,  München: Kösel & Pustet, 1927.
- Predigt und Katechismus – Predigt und Liturgie, in: Johannes B. Schauer (Hrsg.), Der homiletische Kurs 1927,  München 1927.
- Der Seelsorgsklerus der Erzdiözese München-Freising in seiner zahlenmäßigen Ergänzung und Entwicklung 1921-1935, in: Erntegaben (= Festschrift für Michael Faulhaber).